# Guilty Pleasure (альбом Эшли Тисдейл)
Guilty Pleasure  (с англ. — «Сокровенное желание») — второй студийный альбом американской певицы Эшли Тисдейл. Warner Bros. Records выпустил его 11 июня 2009 года и 28 июля в Северной Америке. Главный сингл с альбома «It's Alright, It's OK», вышел в свет на On Air with Ryan Seacrest, и был официально выпущен 14 апреля 2009 года. Альбом дебютировал 12 строкой в Billboard 200 продав 25,000 копий на его первой неделе. Второй сингл «Crank It Up» был выпущен 16 октября 2009 года в Европе. В Америке альбом был распродан 74,000 копиями начале февраля 2010.

## Предпосылка альбома
Эшли перекрасилась в свои натуральные каштановые волосы, что продвинуть альбом, она пояснила 
Я была блондинкой долгие года, а я просто решила дать отдохнуть моим волосам и сделать что-то новое, чтобы показать другую сторону себя, которую люди на самом деле еще не видели.
В апреле 2008 она сказала, что записала несколько песен для альбома, и она полностью сфокусируется на альбоме после съемок фильма Классный мюзикл: Выпускной. Тисдейл отметила, что у песней в альбоме есть послание и история, которую любой сможет отнести к себе, и надеялась, что она раскроет её «деликатную» сторону более зрелыми песнями. Она также сказала, что альбом был назван Guilty Pleasure из-за её сокровенных желаний. Тисдейл была вовлечена в каждый аспект производства альбома. Музыкальные вдохновения Тисдейл для альбома включают Кэти Перри и Пэт Бенатар. Песня «Switch» также была использована в художественном фильме Пришельцы на чердаке.
Я работала над альбом целый год, и это что-то, что совершенно отличается от первого альбома. Когда создаешь первый альбом многое узнаешь о самой себе – я должна была понять, что мне нравится, хотя я знала, что хочу сделать что-то в стиле поп и R&B. Я глубоко ушла в рок. Мне сейчас 23, так что я выросла, и я хотела что-то более зрелое и откровенное. Я начинаю показывать ту сторону себя, которую люди не знают.
Эшли Тисдейл
Warner Bros. сказал, что первый компонент раскрутки альбома было выявление нового взгляда Тисдейл с повторным выпуском её сайта в марте и обложкой на апрельском выпуске Cosmopolitan. «Мы хотели создать и беседу, а потом быстро перейти к музыке», — сказал он.

### Контент лирики
Про первый сингл It's Alright, It's OK, Тисдейл сказала, что это сильная, поверенная песня, из тех, что помогает вам двигать вперед", — продолжила она.
Я определенно была обманута кем-то, кого любила, если они обманывают тебя, ты не хочешь верить этому. Но, к сожалению, ты либо остаешься в отношениях и продолжаешь страдать, потому что это продолжается, либо ты собираешься с духом и двигаешься вперед. Ты не оглядываешься назад. Это что-то, что очень поддерживает тебя, и я думаю, что надо двигаться вперед. Без оглядки.
Тисдейл сказала, что песня «Hot Mess» «о тусовке с байкером-плохишом, которая делает жизнь более интересной», в песня «How Do You Love Someone» — о девушке, о её разногласиях с родителями". Тисдейл также сказала, что песня может быть ещё о том, что «Когда тебя обманывают или ты ещё в отношениях».". Тисдейл была соавтором нескольких песен на альбоме, таких как «What If», соавтор которой является Кара ДиоГарди. Тисдейл описала «What If», как самую личностную песню на альбоме, она сказала, что песня «о том, когда ты в отношениях, и ты говоришь : „Если ты мне понадобишься, ты будешь рядом?“».

## Релиз и оценка критиков
| Оценки критиков      | Оценки критиков |
| Источник             | Оценка          |
| -------------------- | --------------- |
| About.com            | [ 19 ]          |
| Allmusic             | [ 2 ]           |
| Billboard            | [ 20 ]          |
| Chicago Tribune      | [ 21 ]          |
| Digital Spy          | [ 22 ]          |
| Entertainment Weekly | C+              |
| Los Angeles Times    | [ 24 ]          |
| New York Times       | Mixed           |
| OK!                  | [ 26 ]          |
| People               | [ 27 ]          |

Альбом должен был выйти 16 июня 2009 года в Северной Америке, но он был отложен на 28 июля 2009, хотя он был выпущен на месяц раньше, 12 июня 2009, в нескольких странах таких как Германия, Италия и Испания. Дате релиза альбома в США и Канаде предшествовал эксклюзив «Countdown to Guilty Pleasure» на iTunes для США и Канады, на котором «Overrated», «What If» и «Acting Out» состоялся проморелиз на каждой неделе. Первые две песни дебютировали в Billboard в чарте Bubbling Under Hot 100 Singles благодаря цифровым загрузкам на 3 и 1 месте соответственно. Альбом был выбран 7 самым лучшим альбомом за 10 лет по мнению читателей Billboard.com, а также 7 альбомом года.
Вслед за его релизом, Guilty Pleasure получил смешанные оценки от критиков, у него было 48 из 100 на Metacritic, основываясь на 6 отзывах критиков. Самые позитивные оценки пришли от Стефана Элевайна из Allmusic, который дал альбому 3,5 звезды из 5, заявляя, что когда Тисдейл придерживается поверхности, она становится уверенной, что Guilty Pleasure достойно так называться". Баллады, однако, не получили таких отзывов, заявляя, что Тисдейл «не убедительна, когда она пытается сработаться с болью и чувственностью».
Billboard дал альбому смешанные оценки 4,5 звезды из 10, заявляя, что Тисдейл «может предоставить готовый для радио товар», но раскритиковал альбом целиком, и сказал, что «нет места для певицы, чтобы развернуться». Ник Левин из Digital Spy восхвалял Guilty Pleasure за новый саунд Тисдейл, сравнивая её с пристрастиями Келли Кларксон и Эшли Симпсон. Левин похвалил треки It's Alright, It's OK, 'Erase and Rewind' и 'Hot Mess', однако, не был впечатлен песней Crank It Up, заявляя, что это «бесстыдно сдирать робопоп саунд у Бритни, прямо-таки подражая вокалу Спирс», он дал альбому 3 из 5 звезд.
Самые негативные отзывы пришли от Маргарет Уэпплер из Los Angeles Times, которая дала альбому 1,5 из 4 звезд. Уэпплер сказала, что у альбома есть «несколько проблесков надежды», и даже раскритиковала продюсеров так что «не кажется, что одарили Тисдейл их самой лучшей работой».

## Промоушен

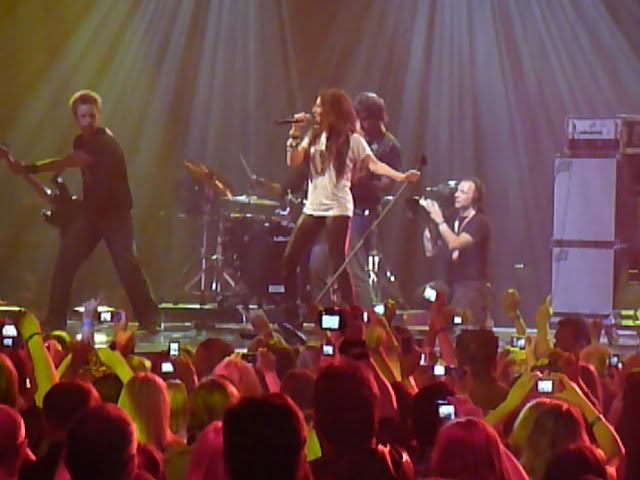
Тисдейл исполняет «It’s Alright, It’s OK» на Comet Awards в Германии.

Тисдейл вступила в пресс тур по Европе в марте 2009 года, где она посетила Великобританию, Францию, Германию, и Италию. Тисдейл начала промо радио тур в мае 2009 для США. 14 апреля 2009 она представила главный сингл с её альбома на On Air with Ryan Seacrest, месяц спустя он исполнила в первый раз несколько песен с альбома на 2009 KISS Concert 17 мая 2009. Клип для «It’s Alright, It’s OK» был показан в 6,600 кинотеатрах в США. В начале июня 2009, она начала свой второй промотур по Европе, посетив германию, Италию и Испанию, где выступила на нескольких телевизионных шоу таких германское Wetten, dass..? и Comet Awards, испанское Fama и Operación Triunfo, и итальянское TRL.
Её первое выступление состоялось на американском телевидении 16 июня 2009, исполняя первый сингл и «Masquerade» на Good Morning America, позже Тисдейл и её группа продвинут альбом на нескольких американских телевизионных шоу, включая Today Show и America's Got Talent.

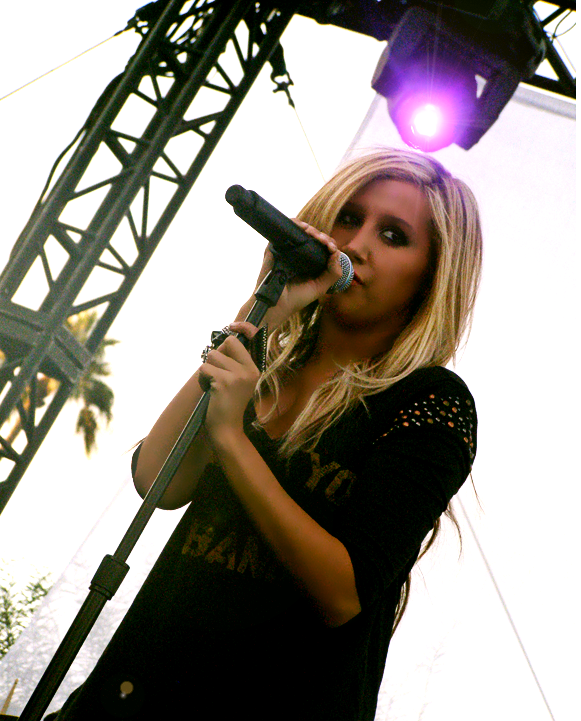
Тисдейл исполняет «Tell Me Lies» на открытии первого Microsoft Store в Скоттсдейле.

Тисдейл вместе с группой выступила на нескольких бесплатных концертах по США, включая открытие первого Microsoft Store в Скоттсдейле 22 октября 2009. Она также исполнила песни с Guilty Pleasure и записала живые выступления для AOL Sessions и Walmart Soundcheck, последний был выпущен цифровым EP 4 августа 2009.

## Появление в чарте
Альбом дебютировал в нескольких европейских чартах, первые появления альбомы были на последней неделе июня 2009, в Austrian Albums Chart и German Albums Chart, достигнув пика на 7 и 9 строках соответственно, на той же неделе альбом дебютировал 51 строкой Irish Albums Chart и поднялся до 30 строки на следующей неделе, в то время как в Испании, альбом дебютировал 21 строкой и поднялся до 9 номера на второй неделе. На первой неделе августа 2009 альбом дебютировал 12 строкой в Billboard 200, продав 25,000 копий на первой неделе. Альбом выпал из Billboard 200 после 6 недель чарта.

## Список композиций
| №   | Название                  | Автор(ы)                                                                              | Продюсер(ы)                     | Длительность |
| --- | ------------------------- | ------------------------------------------------------------------------------------- | ------------------------------- | ------------ |
| 1.  | «Acting Out»              | Тисдейл; Никлас Молиндер; Йоаким Перссон; Джоан Алкенас; Стив МакМоррэн; Дэвид Джэсси | Alke                            | 3:47         |
| 2.  | «It's Alright, It's OK»   | Никлас Молиндер; Йоаким Перссон; Дэвид Джэсси; Джоан Алкенас                          | Twin; Alke                      | 2:59         |
| 3.  | «Masquerade»              | Лия Хейвуд; Даниель Джеймс; Шелли Пейкен                                              | Dreamlab                        | 2:56         |
| 4.  | «Overrated»               | Тисдейл; Никлас Молиндер; Йоаким Перссон; Джоан Алкенас; Чарли Массон                 | Twin; Kapari                    | 3:40         |
| 5.  | «Hot Mess»                | Oak; Хизер Брайт                                                                      | Oak                             | 3:26         |
| 6.  | «How Do You Love Someone» | Билли Штейнберг; Джош Александр; Алаина Битон                                         | Джош Александр; Билли Штейнберг | 3:28         |
| 7.  | «Tell Me Lies»            | Джесс Кейтс; Эммануил Кирайаку; Фрэнки Сторм                                          | Эммануил Кирайаку               | 3:38         |
| 8.  | «What If»                 | Тисдейл; Кара ДиоГарди; Йоаким Перссон; Джоан Алкенас; Никлас Молиндер                | Twin; Alke                      | 3:38         |
| 9.  | «Erase and Rewind»        | Никлас Молиндер; Никлас Молиндер; Джоан Франссон; Тим Ларссон; Тобиас Лундгрен        | Twin; Play                      | 3:25         |
| 10. | «Hair»                    | Уоррен Фелдер; Эндрю Уонсел; Кэсити Нвагбара                                          | Oak; Папа Джастифи              | 3:10         |
| 11. | «Delete You»              | Диана Уоррен                                                                          | Тоби Гэд                        | 3:33         |
| 12. | «Me Without You»          | Тисдейл; Тоби Гэд; Линдси Робинс                                                      | Тоби Гэд                        | 4:09         |
| 13. | «Crank It Up»             | Никлас Молиндер; Йоаким Перссон; Джоан Алкенас; Дэвид Джэсси                          | Twin; Alke                      | 3:01         |
| 14. | «Switch»                  | Кейт Ахурст; Винс Пиццинга                                                            | [DEEKAY                         | 3:39         |

| №   | Название              | Автор(ы)                                                              | Продюсер(ы) | Длительность |
| --- | --------------------- | --------------------------------------------------------------------- | ----------- | ------------ |
| 15. | «I'm Back»            | DEEKAY; Дики Кляйн; Йоханнес Джоургенсен, Фрэнки Сторм                | DEEKAY      | 3:31         |
| 16. | «Whatcha Waiting For» | Тисдейл; Никлас Молиндер; Йоаким Перссон; Дэвид Джэсси; Джоан Алкенас | Twin; Alke  | 3:09         |
| 17. | «Time's Up»           | Кэти Перри; Лорен Кристи; Грэхэм Эдвардс; Скотт Спок                  | The Matrix  | 3:24         |

| №   | Название                                           | Автор(ы)                                                     | Продюсер(ы) | Длительность |
| --- | -------------------------------------------------- | ------------------------------------------------------------ | ----------- | ------------ |
| 15. | «It's Alright, It's OK (Jason Nevins Radio Remix)» | Никлас Молиндер; Йоаким Перссон; Дэвид Джэсси; Джоан Алкенас | Twin; Alke  | 3:11         |
| 16. | «Time's Up»                                        | Кэти Перри; Лорен Кристи; Грэхэм Эдвардс; Скотт Спок         | The Matrix  | 3:24         |
| 17. | «Blame It On The Beat»                             | Адам Андерс; Николь Хассман; Bagge & Peer                    | Peer Åström | 3:28         |

| №   | Название                       | Автор(ы)                                               | Продюсе(ы) | Длительность |
| --- | ------------------------------ | ------------------------------------------------------ | ---------- | ------------ |
| 15. | «Guilty Pleasure»              | Джейдин Мария; Адам Логлэндс; Лорнг Кристи; Скотт Спок | The Matrix | 3:18         |
| 16. | «It's Alright, It's Ok (Клип)» |                                                        |            |              |

Wal-Mart Эксклюзив
- Includes two bonus downloads for remixes of «It’s Alright, It’s OK».[51]

Target (Америка) / Müller (Германия) Эксклюзив
- Бонус DVD с 30-минутным эксклюзивом, как делался альбом и клип"It’s Alright, It’s OK".

## Синглы
- «It's Alright, It's OK» был выпущен главным синглом с альбома 14 апреля 2009 в США и на радиостанции, и в цифровом формате.[4] Сингл дебютировал на #99 в Billboard Hot 100 на той же неделе, сделав его самым слабым официальным синглом в чарте.[53] У песни была наивысшая позиция на #5 в Austrian Singles Chart[53].
- «Crank It Up» был выпущен 16 октября 2009 вторым европейским синглом.[54][55] Клип вышел в свет 5 октября 2009 через VIVA и участвовал на MySpace 6 октября 2009.

## Чарты
| Чарт (2009)                | Наивысшая позиция |
| -------------------------- | ----------------- |
| Austrian Albums Chart      | 7                 |
| Canadian Albums Chart      | 15                |
| European Top 100 Albums    | 21                |
| German Albums Chart        | 9                 |
| Irish Albums Chart         | 30                |
| Italian Albums Chart       | 51                |
| Mexican Albums Chart       | 59                |
| New Zealand Albums Chart   | 27                |
| Spanish Albums Chart       | 9                 |
| Swiss Albums Chart         | 13                |
| UK Albums Chart            | 130               |
| Американский Billboard 200 | 12                |

## Даты релиза
| Страна         | Дата           | Лейбл        | Формат(ы)         |
| -------------- | -------------- | ------------ | ----------------- |
| Испания        | 11 июня 2009   | Warner Music | CD                |
| Германия       | 12 июня 2009   | Warner Music | CD/CD+DVD         |
| Италия         | 12 июня 2009   | Warner Music | CD                |
| Нидерланды     | 15 июня 2009   | Warner Music | CD                |
| Великобритания | 15 июня 2009   | Warner Music | CD                |
| Дания          | 15 июня 2009   | Warner Music | CD                |
| Франция        | 15 июня 2009   | Warner Music | CD                |
| Гонконг        | 16 июня 2009   | Warner Music | CD                |
| Бразилия       | 18 июня 2009   | Warner Music | CD                |
| Чили           | 30 июня 2009   | Warner Music | CD                |
| Новая Зеландия | 6 июля 2009    | Warner Music | CD                |
| Япония         | 8 июля 2009    | Warner Music | CD                |
| Канада         | 28 июля 2009   | Warner Music | CD CD+DVD         |
| США            | 28 июля 2009   | Warner Music | CD CD+DVD         |
| Мексика        | 11 июня 2009   | Warner Music | CD                |
| Австралия      | 18 января 2010 | Warner Music | Цифровая загрузка |